# Lamu, Kenya
Lamu este un oraș din insula Lamu, Kenya.

## Climă
| Date climatice pentru Lamu               | Date climatice pentru Lamu | Date climatice pentru Lamu | Date climatice pentru Lamu | Date climatice pentru Lamu | Date climatice pentru Lamu | Date climatice pentru Lamu | Date climatice pentru Lamu | Date climatice pentru Lamu | Date climatice pentru Lamu | Date climatice pentru Lamu | Date climatice pentru Lamu | Date climatice pentru Lamu | Date climatice pentru Lamu |
| Luna                                     | Ian                        | Feb                        | Mar                        | Apr                        | Mai                        | Iun                        | Iul                        | Aug                        | Sep                        | Oct                        | Nov                        | Dec                        | Anual                      |
| ---------------------------------------- | -------------------------- | -------------------------- | -------------------------- | -------------------------- | -------------------------- | -------------------------- | -------------------------- | -------------------------- | -------------------------- | -------------------------- | -------------------------- | -------------------------- | -------------------------- |
| Maxima medie °C (°F)                     | 30.9 (87,6)                | 31.3 (88,3)                | 32.1 (89,8)                | 31.1 (88)                  | 29.0 (84,2)                | 28.0 (82,4)                | 27.4 (81,3)                | 27.5 (81,5)                | 28.3 (82,9)                | 29.5 (85,1)                | 30.8 (87,4)                | 31.2 (88,2)                | 29,8 (85,6)                |
| Minima medie °C (°F)                     | 24.5 (76,1)                | 24.7 (76,5)                | 25.5 (77,9)                | 25.6 (78,1)                | 24.5 (76,1)                | 23.7 (74,7)                | 23.2 (73,8)                | 23.1 (73,6)                | 23.5 (74,3)                | 24.3 (75,7)                | 24.6 (76,3)                | 24.6 (76,3)                | 24,3 (75,7)                |
| Precipitații mm (inches)                 | 6 (0.24)                   | 4 (0.16)                   | 25 (0.98)                  | 130 (5.12)                 | 329 (12.95)                | 164 (6.46)                 | 75 (2.95)                  | 40 (1.57)                  | 39 (1.54)                  | 40 (1.57)                  | 39 (1.54)                  | 28 (1.1)                   | 919 (36,18)                |
| Nr. de zile cu precipitații              | 1                          | 1                          | 3                          | 10                         | 15                         | 15                         | 11                         | 8                          | 7                          | 5                          | 6                          | 3                          | 85                         |
| Sursă: World Meteorological Organization |                            |                            |                            |                            |                            |                            |                            |                            |                            |                            |                            |                            |                            |